# Sesang eodi-edo eobnneun chakhan namja
Sesang eodi-edo eobnneun chakhan namja (세상 어디에도 없는 착한 남자?, lett. "Un brav'uomo inesistente al mondo"; titolo internazionale The Innocent Man, conosciuta anche come Nice Guy) è una serie televisiva sudcoreana trasmessa su KBS2 dal 12 settembre al 15 novembre 2012.

## Trama
Il giovane e promettente studente di medicina Kang Ma-ru è profondamente innamorato della vicina di casa Han Jae-hee, una giornalista televisiva più grande di lui; tuttavia, la donna sfrutta la fiducia del giovane per incriminarlo di un omicidio e poi sposa un ricco amministratore delegato, lasciando dietro di sé un ragazzo spezzato e completamente diverso. Sei anni dopo, Ma-ru, uscito di prigione e ora impiegato come barista e gigolò, incontra Seo Eun-gi, l'erede di un conglomerato: fredda, calcolatrice ed esperta di affari, la ragazza è stata cresciuta dal padre in modo che non mostrasse le proprie emozioni a nessuno. Quando scopre che Eun-gi è la figliastra di Jae-hee, Ma-ru decide di sfruttarla per vendicarsi della sua ex.

## Personaggi
- Kang Ma-ru, interpretato da Song Joong-ki e Kang Chan-hee (da giovane)
- Seo Eun-gi, interpretata da Moon Chae-won
- Han Jae-hee, interpretata da Park Si-yeon e Park So-young (da giovane)
- Park Jae-gil, interpretato da Lee Kwang-soo
- Kang Choco, interpretata da Lee Yu-bi e Han Seo-jin (da giovane)
- Park Joon-ha, interpretato da Lee Sang-yeob
- Ahn Min-young, interpretato da Kim Tae-hoon
- Han Jae-shik, interpretato da Yang Ik-joon
- Seo Jung-gyu, interpretato da Kim Yeong-cheol
- Hyun Jung-hwa, interpretata da Jin Kyung
- Jo Young-bae, interpretato da Oh Yong
- Seo Eun-seok, interpretato da Jo Hwi-joon
- Kim Yoo-ra, interpretata da Kim Ye-won

## Ascolti
| Episodio | Data di trasmissione | Dati TNMS           | Dati TNMS                  | Dati AGB            | Dati AGB                   |
| Episodio | Data di trasmissione | A livello nazionale | Area metropolitana di Seul | A livello nazionale | Area metropolitana di Seul |
| -------- | -------------------- | ------------------- | -------------------------- | ------------------- | -------------------------- |
| 1        | 12 settembre 2012    | 10,7%               | 10,9%                      | 10,5%               | 11,5%                      |
| 2        | 13 settembre 2012    | 11,4%               | 11,6%                      | 9,9%                | 11,3%                      |
| 3        | 19 settembre 2012    | 13,9%               | 14,6%                      | 13,8%               | 14,5%                      |
| 4        | 20 settembre 2012    | 13,8%               | 15,4%                      | 13,3%               | 14,2%                      |
| 5        | 26 settembre 2012    | 14,5%               | 14,8%                      | 14,0%               | 15,7%                      |
| 6        | 27 settembre 2012    | 16,0%               | 17,8%                      | 16,0%               | 18,1%                      |
| 7        | 3 ottobre 2012       | 17,9%               | 18,6%                      | 17,3%               | 18,6%                      |
| 8        | 4 ottobre 2012       | 15,0%               | 14,4%                      | 15,1%               | 16,6%                      |
| 9        | 10 ottobre 2012      | 15,8%               | 17,3%                      | 15,3%               | 17,3%                      |
| 10       | 11 ottobre 2012      | 16,2%               | 17,3%                      | 14,9%               | 15,7%                      |
| 11       | 17 ottobre 2012      | 15,0%               | 16,5%                      | 14,3%               | 15,3%                      |
| 12       | 18 ottobre 2012      | 16,4%               | 17,0%                      | 15,1%               | 15,7%                      |
| 13       | 24 ottobre 2012      | 18,2%               | 18,7%                      | 17,1%               | 18,8%                      |
| 14       | 25 ottobre 2012      | 18,5%               | 19,6%                      | 16,7%               | 18,4%                      |
| 15       | 31 ottobre 2012      | 17,1%               | 17,6%                      | 18,3%               | 20,6%                      |
| 16       | 1 novembre 2012      | 18,8%               | 19,8%                      | 17,1%               | 18,8%                      |
| 17       | 7 novembre 2012      | 18,2%               | 19,6%                      | 16,2%               | 16,4%                      |
| 18       | 8 novembre 2012      | 16,8%               | 18,1%                      | 18,2%               | 19,7%                      |
| 19       | 14 novembre 2012     | 18,5%               | 19,9%                      | 17,9%               | 19,3%                      |
| 20       | 15 novembre 2012     | 18,6%               | 20,2%                      | 18,0%               | 19,4%                      |
| Media    | Media                | 16,1%               | 17,0%                      | 15,3%               | 16,8%                      |

## Colonna sonora
Parte 1
1. Love Is Like a Snowflake (사랑은 눈꽃처럼) - Junsu
2. Nice Girl (착한 여자) - Lee Soo-young
3. No One Is Better Than You (좋은 사람입니다) - Cho Eun
4. Lonely
5. Jae-hee and Ma-ru (with Empty Heart & Change)
6. Bueno Hombre
7. Waltz in Sorrow
8. Eun-gi and Ma-ru (with Late Autumn)
9. Melancholy
10. Blue Moon
11. Eun-gi (with Magnolia)
12. Late Autumn
13. Empty Heart
14. Broken Heart
15. Water Lily
16. Magnolia

Parte 2
1. Really (정말) - Song Joong-ki
2. I Love You (사랑해요) - Yoon Bitnara
3. Change
4. Here to Stay
5. Complicación (차칸남자)
6. Waltz in Sorrow (Guitar)
7. Beautiful Love
8. Nobody Sees Me
9. Despedida
10. Laberinto
11. Lonely Street
12. Collision De Frente
13. Before Winter Comes

## Riconoscimenti
| Anno | Premio                                  | Categoria                                                     | Ricevente                          | Risultato       |
| ---- | --------------------------------------- | ------------------------------------------------------------- | ---------------------------------- | --------------- |
| 2012 | Korean Culture and Entertainment Awards | Premio alla massima eccellenza, attore                        | Song Joong-ki                      | Vincitore/trice |
| 2012 | K-Drama Star Awards                     | Premio alla massima eccellenza, attore                        | Song Joong-ki                      | Vincitore/trice |
| 2012 | K-Drama Star Awards                     | Premio all'eccellenza, attrice                                | Moon Chae-won                      | Candidato/a     |
| 2012 | KBS Drama Awards                        | Premio miglior coppia                                         | Song Joong-ki e Moon Chae-won      | Vincitore/trice |
| 2012 | KBS Drama Awards                        | Premio degli internauti                                       | Song Joong-ki                      | Vincitore/trice |
| 2012 | KBS Drama Awards                        | Premio degli internauti                                       | Moon Chae-won                      | Vincitore/trice |
| 2012 | KBS Drama Awards                        | Miglior nuova attrice                                         | Lee Yu-bi                          | Candidato/a     |
| 2012 | KBS Drama Awards                        | Miglior attore secondario                                     | Lee Kwang-soo                      | Candidato/a     |
| 2012 | KBS Drama Awards                        | Miglior attore secondario                                     | Lee Sang-yeob                      | Candidato/a     |
| 2012 | KBS Drama Awards                        | Miglior attrice secondaria                                    | Jin Kyung                          | Candidato/a     |
| 2012 | KBS Drama Awards                        | Premio all'eccellenza, attore in un drama di media lunghezza  | Song Joong-ki                      | Candidato/a     |
| 2012 | KBS Drama Awards                        | Premio all'eccellenza, attrice in un drama di media lunghezza | Moon Chae-won                      | Candidato/a     |
| 2012 | KBS Drama Awards                        | Premio all'eccellenza, attrice in un drama di media lunghezza | Park Si-yeon                       | Candidato/a     |
| 2012 | KBS Drama Awards                        | Premio alla massima eccellenza, attore                        | Song Joong-ki                      | Vincitore/trice |
| 2012 | KBS Drama Awards                        | Premio alla massima eccellenza, attrice                       | Moon Chae-won                      | Vincitore/trice |
| 2013 | Baeksang Arts Awards                    | Miglior nuova attrice (TV)                                    | Lee Yu-bi                          | Candidato/a     |
| 2013 | Mnet 20's Choice Awards                 | 20's Booming Star - Donna                                     | Lee Yu-bi                          | Candidato/a     |
| 2013 | Seoul International Drama Awards        | Miglior colonna sonora di un drama coreano                    | "Love Is Like a Snowflake" - Junsu | Candidato/a     |
| 2013 | Seoul International Drama Awards        | Miglior colonna sonora di un drama coreano                    | "Really" - Song Joong-ki           | Candidato/a     |
| 2013 | Seoul International Drama Awards        | Miglior attore coreano                                        | Song Joong-ki                      | Candidato/a     |
| 2013 | Seoul International Drama Awards        | Miglior attrice coreana                                       | Moon Chae-won                      | Candidato/a     |
| 2013 | Seoul International Drama Awards        | Miglior drama coreano                                         |                                    | Candidato/a     |